# El Carricillo, Guanajuato
El Carricillo är en ort i Mexiko.   Den ligger i kommunen Pénjamo och delstaten Guanajuato, i den centrala delen av landet, 300 km väster om huvudstaden Mexico City. El Carricillo ligger 1 733 meter över havet och antalet invånare är 300.
Terrängen runt El Carricillo är kuperad åt nordost, men åt sydväst är den platt. Runt El Carricillo är det ganska tätbefolkat, med 104 invånare per kvadratkilometer. Närmaste större samhälle är La Piedad Cavadas, 18,1 km väster om El Carricillo. Omgivningarna runt El Carricillo är en mosaik av jordbruksmark och naturlig växtlighet.